# Jack Brand
Jack Brand (Brunswick; 4 de agosto de 1953) es un exportero de fútbol germano-canadiense. Tiene el récord de más atajadas en una temporada de la North American Soccer League con 15 en 1980.
Actualmente vive en Toronto, donde dirige la empresa de fieltro industrial de su familia. En 2008, fue incluido en el Salón de la Fama del Fútbol Canadiense.

## Trayectoria
Comenzó su carrera con Toronto Hungaria de la Canadian National Soccer League en 1973. En 1974, se unió a Toronto Metros de NASL y jugó 14 partidos de temporada regular.
Regresó a la CNSL en 1976, ayudando a Toronto Italia a ganar el campeonato. Regresó a la NASL de 1977, jugando 26 juegos de temporada regular y 5 partidos de play-off para Rochester Lancers.
Con el New York Cosmos en 1978, apareció en 15 encuentros (5 de play-off), y estaba en la portería cuando el Cosmos ganó Soccer Bowl '78 3-1 sobre Tampa Bay Rowdies. La campaña siguiente, después de 7 juegos, cambió de equipo y jugó 9 partidos para Tulsa Roughnecks.
En 1980 fue el mejor año de su carrera jugando con los Seattle Sounders. Concluyó su carrera en la NASL jugando 14 encuentros para Tampa Bay en 1982.
En 1984, jugó para el FC Seattle en la FC Seattle Challenge Cup. Luego se desempeñó brevemente como su entrenador antes de ser reemplazado por Bruce Rioch en febrero de 1985.

## Selección nacional
Tuvo su primera aparición absoluta con Canadá a los 21 años el 28 de octubre de 1974 en Budapest en un empate 1-1.
Fue el portero en los Juegos Olímpicos de 1976 en Montreal. El equipo fue eliminado en la primera etapa, perdiendo 1-2 ante la Unión Soviética y 1-3 ante Corea del Norte.

### Participaciones en Juegos Olímpicos
| Torneo                   | Sede     | Resultado    |
| ------------------------ | -------- | ------------ |
| Juegos Olímpicos de 1976 | Montreal | Primera fase |

## Clubes
| Club                   | País           | Año       |
| ---------------------- | -------------- | --------- |
| Toronto Hungaria       | Canadá         | 1973      |
| Toronto Metros-Croatia | Canadá         | 1974-1975 |
| Toronto Italia         | Canadá         | 1976      |
| Rochester Lancers      | Estados Unidos | 1977      |
| New York Cosmos        | Estados Unidos | 1978      |
| Tulsa Roughnecks       | Estados Unidos | 1979      |
| Seattle Sounders       | Estados Unidos | 1980-1982 |
| Tampa Bay Rowdies      | Estados Unidos | 1982-1983 |
| FC Seattle             | Estados Unidos | 1984      |

## Palmarés

### Títulos nacionales
| Título                       | Equipo          | País           | Año  |
| ---------------------------- | --------------- | -------------- | ---- |
| National Soccer League       | Toronto Italia  | Canadá         | 1976 |
| North American Soccer League | New York Cosmos | Estados Unidos | 1978 |